# Sofiane Younès
Sofiane Younès (Algiers, Algerije) is een Algerijns voetballer die bij voorkeur als aanvaller speelt. Hij verruilde in juli 2014 USM El Harrach voor ES Sétif. Hij debuteerde in 2007 in het Algerijns voetbalelftal.
Younès won in 2006 en 2007 met MC Alger de Beker van Algerije en in 2011 met JS Kabylie. Hij in 2006 en 2007 ook de Algerijnse Super Cup met MC Alger.